# Proteomika
Proteomika je interdisciplinarna znanost koja povezuje biologiju, kemiju i računarstvo.
Proteomika se bavi proučavanjem proteina koji su nositelji svih bioloških funkcija i predstavljaju mete za lijekove. Proteom je skup svih proteina i proteomskih oblika koje organizam proizvodi tijekom života. Proteomika obuhvaća praćenje proteoma glede vrste stanice, glede bolesnog ili zdravog stanja ili pak tijekom različitih faza razvitka organizma. Proteom je podložan neprestanim promjenama kroz interakcije s genomom ili vanjskim čimbenicima. Proteom pruža velike mogućnosti u razvoju lijekova jer prati razlike u pojavljivanju proteina u oboljenom i zdravom tkivu.